# 오시수
오시수(吳始壽, 1632년 3월 28일(음력 2월 8일) ~ 1681년 7월 26일(음력 6월 12일))는 조선의 문신이다. 본관은 동복(同福), 자는 덕이(德而), 호는 수촌(水邨)이다. 숙종 때 우의정을 지냈다. 숙종 초반기 남인의 선봉장으로 활약하며 서인들과 자주 대립했으나 경신환국으로 실각하고 사사되었다.

## 생애
1648년(인조 26) 진사가 되었고, 1656년(효종 7) 별시 문과에 급제해 지평이 되었다. 현종 때 정언, 문학 등을 거쳐 부수찬이 되고 수찬, 정언을 한 뒤 지평, 교리, 수찬, 부교리를 거쳐 이후 교리, 정언을 거쳐 헌납, 이조좌랑을 지내다 수찬, 교리, 부응교, 사인을 거쳐 평안도 청남 암행 어사로 나가서 탐관오리를 적발하였고 이후 남인의 선봉장이 되고 남인 언관이 되는데 집의, 응교를 거쳐 사인과 경차관을 거쳐 이후 바로 승지가 되고 30대 초반에 현종의 신임을 얻어 동부승지가 된다. 이후 전라도관찰사를 거쳐 우부승지, 이조참의, 예조참의를 지내고 평안도관찰사를 거쳐 도승지가 되었다. 이후 1674년, 숙종 때 빈전도감제조를 거쳐 당시 송시열, 김수항, 김수흥, 민정중, 민유중 등 서인들을 몰아내는 데 남인으로써 중심적인 역할을 하고 이후 청남의 핵심인물이 되어 송시열을 사형시킬 것을 주장하였다. 이로써 영의정 허적을 중심으로 한 탁남세력과 대립했다. 이후 강화유수를 거쳐 형조판서가 되었다. 이후 이조판서, 대사헌을 하고 우참찬, 지의금부사를 지내고, 호조판서, 대사헌을 하고 호조판서, 이조판서를 거쳐 예조판서가 되었다. 남인의 영수로서, 1679년 우의정이 되었지만 1680년 경신대출척으로 유배를 당했다가 사약을 받았다. 1689년 기사환국 때 관직이 회복되었다. 하지만 갑술환국 이후 다시 관작이 추탈되었다.

## 저서
- 《수촌문집》

## 전기 자료
- 정종로, 《입재집》 권33, 우의정 수촌 오 공 신도비명
- 유명천, 《퇴당집》 권4, 우의정 오 공 묘지명